# Ћоселија
Ћоселија (мкд. Ќоселија) је насеље у Северној Македонији, у југоисточном делу државе. Ћоселија је насеље у оквиру општине Радовиште.

## Географија
Ћоселија је смештена у југоисточном делу Северне Македоније. Од најближег града, Радовишта, насеље је удаљено 14 km источно.
Насеље Ћоселија се налази у историјској области Јуруклук. Насеље је положено на јужним падинама планине Плачковице. Јужно од насеља протиче река Сарава, која се касније улива у реку Струмицу. Надморска висина насеља је приближно 700 метара. 
Месна клима је планинска због знатне надморске висине.

## Становништво
Ћоселија је према последњем попису из 2002. године била без становника.
Већинско становништво у насељу су били етнички Турци (100%). Они су се средином 20. века спонтано иселили у матицу.
Претежна вероисповест месног становништва био је ислам.